# Hawke's Bay United
Maillots
Actualités
Le Hawke's Bay United est un club néo-zélandais de football basé à Napier, et évoluant dans le Championnat de Nouvelle-Zélande de football.

## Historique
- 2004 : fondation du club sous le nom de Napier City Soccer
- 2005 : le club est renommé Hawke's Bay United